# Olsynium nigricans
Olsynium nigricans är en irisväxtart som först beskrevs av Rodolfo Amando Philippi, och fick sitt nu gällande namn av Roberto A. Rodríguez och Clodomiro Fidel Segundo Marticorena. Olsynium nigricans ingår i släktet Olsynium och familjen irisväxter. Inga underarter finns listade i Catalogue of Life.